# Rozenburg

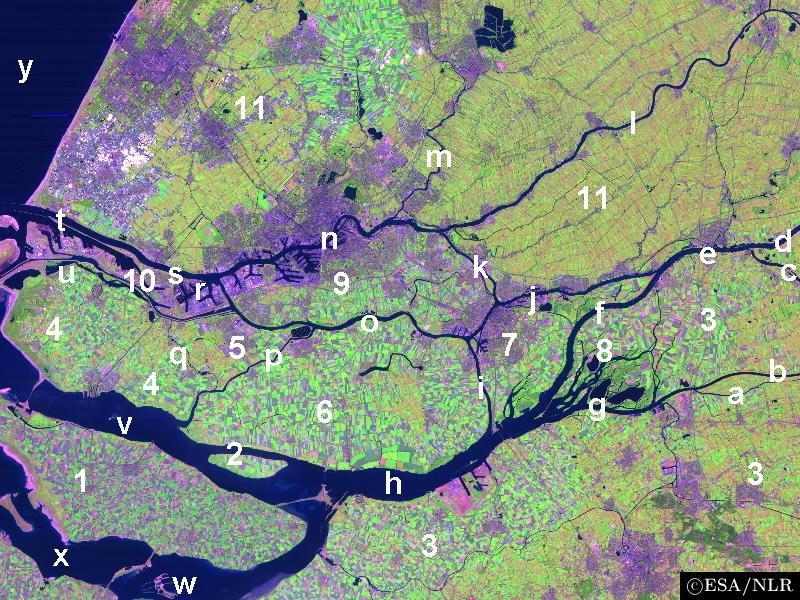
Bản đồ vệ tinh với đảo Rozenburg (10).

Rozenburg (dân số: 13,173 người trong năm 2004) là một đô thị ở phía tây Hà Lan, trong tỉnh Zuid-Holland. Đô thị này có diện tích 6,50 km² (trong đó 1,99 km² là diện tích mặt nước). Đây là đô thị nhỏ thứ nhì ở Hà Lan tính theo diện tích (nhỏ nhất là đô thị Bennebroek).